# Liste von Persönlichkeiten der Stadt Lauda-Königshofen
Diese Liste von Persönlichkeiten der Stadt Lauda-Königshofen zeigt die Bürgermeister, Ehrenbürger, Söhne und Töchter der Stadt Lauda-Königshofen. Diese besteht aus den Städten Lauda und Königshofen (mit den Häusern Elektrizitätswerk Neumühle und Roter Rain) sowie zehn Ortschaften (Beckstein, Deubach mit dem Hof Sailtheim, Gerlachsheim mit der abgegangenen Ortschaft Lützellauda, Heckfeld mit den abgegangenen Ortschaften Baldertshausen, Ehrbrunn, Hattendorf, Karlsdorf und möglicherweise Tenbach, Marbach, Messelhausen mit den Weilern Hofstetten und Hof Marstadt, Oberbalbach mit möglicherweise den abgegangenen Ortschaften Hagenfeld, Rödelsee und Taxenfeld, Oberlauda, Sachsenflur mit dem Haus Breite Mühle und Unterbalbach).
Die Liste erhebt keinen Anspruch auf Vollständigkeit.

## Bürgermeister
Folgende Personen waren Bürgermeister der Stadt Lauda-Königshofen:
- 1991–2003: Otmar Heirich (SPD)
- 2004–2020: Thomas Maertens (CDU)
- Seit 2020: Lukas Braun (FDP)[1]

## Ehrenbürger
Laut Satzung der Stadt soll die Zahl der Ehrenbürger nicht mehr als drei lebende Personen betragen. Folgenden Personen, die sich in besonderer Weise um das Wohl oder das Ansehen der Kommune verdient gemacht haben, wurde das Ehrenbürgerrecht verliehen:
- 1841, 5. Februar, Adam Halbig, † 15. Juli 1911, Pfarrer, wirkte von 1872 bis 1899 in Lauda; erster Ehrenbürger der Stadt am 30. Juni 1899.[3][4][5][6]

## Söhne und Töchter der Stadt
Folgende Personen wurden in Lauda-Königshofen (bzw. in einer Ortschaft des heutigen Stadtgebiets) geboren:

### 16. Jahrhundert
- 1548, Nicolaus Höniger, geboren in Königshofen, † September 1598 in Haltingen, Korrektor
- vor 1571, Johannes Herbrich, geboren in Lauda, † 9. Mai 1607, Abt des Prämonstratenserklosters Oberzell
- 1575, 12. August, Johann Gottfried I. von Aschhausen, geboren in Oberlauda, † 29. Dezember 1622 in Regensburg, Fürstbischof von Würzburg und Bamberg

### 17. Jahrhundert
- 1650, 16. Dezember, Benedikt Knittel, geboren in Lauda, † 21. August 1732 im Zisterzienserkloster Schöntal an der Jagst, Abt und Dichter
- 1669, 4. November, Johann Bernhard Mayer, geboren in Lauda, † 7. September 1747 in Würzburg, Weihbischof von Würzburg
- 1692, 24. Mai, Philipp Adam Ulrich, geboren in Lauda, † 8. November 1748 in Würzburg, Rechtsgelehrter und Agrarreformer

### 18. Jahrhundert
- 1744, 9. Oktober, Johann Georg Ziegler, geboren in Messelhausen, † 20. Juli 1832 in Messelhausen, Bildhauer und Bildstockmeister
- 1758, 26. Januar, Rudolf Kleiner, geboren in Königshofen, † 7. August 1822 in Wildbad, Jurist, württembergischer Oberamtmann
- 1760, 10. Januar, Johann Rudolf Zumsteeg, geboren in Sachsenflur, † 27. Januar 1802 in Stuttgart, Komponist
- 1795, 19. September, Georg Dessauer, geboren in Königshofen, † 8. Januar 1870 in Kochel am See, Jurist

### 19. Jahrhundert
- 1804, 19. März, Franz von Jagemann, geboren in Gerlachsheim; † 14. Mai 1889 in Freiburg im Breisgau, badischer Jurist und Politiker (Oberamtmann)
- 1807, 2. Juli, Franz Keller, geboren in Gerlachsheim; † 18. Juni 1870, Ingenieur, maßgeblich am Aufbau des Eisenbahnnetzes im Großherzogtum Baden beteiligt
- 1822, 26. Januar, Friedrich Serger, geboren in Gerlachsheim; † 12. Februar 1892, badischer Jurist und Politiker, nationalliberaler Abgeordneter der Ersten und Zweiten Kammer der Badischen Ständeversammlung
- 1831, 21. April, Karl Dernfeld, geboren in Gerlachsheim, † 16. Oktober 1879, Architekt und badischer Baubeamter, Baumeister des Friedrichsbades
- 1831, 18. Juli, Johann Martin Schleyer, geboren in Oberlauda, † 16. August 1912 in Konstanz, Entwickler der Plansprache Volapük
- 1851, 24. März  Johann Anton Zehnter, geboren in Messelhausen, † 17. Dezember 1922 in Karlsruhe, geboren in Messelhausen, Oberlandesgerichtspräsident und Politiker (Zentrum), Landtagsabgeordneter, Mitglied der Weimarer Nationalversammlung
- 1874, 2. April, Josef Schmitt, geboren in Lauda, † 16. Dezember 1939, Politiker (Zentrum), Minister und Staatspräsident von Baden, MdR, MdL (Baden)
- 1874, 10. September, Heinrich Mohr, geboren in Lauda,  † 20. Juni 1951 in Freiburg im Breisgau, römisch-katholischer Geistlicher und Volksschriftsteller
- 1874, Heinrich Zipf, Unternehmer, † 1946, aufgewachsen in Gerlachsheim, betrieb ab 1902 die Brauerei Zipf in Gerlachsheim, ab 1930 als Zipf-Bräu in Tauberbischofsheim
- 1878, 29. Juli, Alfred Franck, † 24. August 1963 in Freiburg im Breisgau, Jurist, Landrat
- 1879, 17. Dezember, Fritz Stein, geboren in Gerlachsheim; † 14. November 1961, Theologe, Dirigent, Musikwissenschaftler und Kirchenmusiker. Enger Vertrauter und Freund Max Regers. 1953 Herausgeber von dessen Standard-Werkverzeichnis (obsolet erst mit Erscheinen des RWV 2010). In der Zeit des Nationalsozialismus eine führende Position in der Reichsmusikkammer und maßgeblich an der Gleichschaltung des Musikwesens beteiligt
- 1881, 21. März, Josef Holler, geboren in Königshofen, † 5. Dezember 1959 in Freiburg im Breisgau, Politiker (Zentrum), von 1921 bis 1934 Oberbürgermeister von Offenburg
- 1884, 24. Juli, Friedrich Keim, geboren in Königshofen, † 10. September 1972 in Karlsruhe, Schriftsteller
- 1886, 21. Juni, Alois Kimmelmann, geboren in Oberbalbach, † 13. April 1946 in Bad Mergentheim, Lehrer, Politiker (SPD)
- 1888, 23. September, Rudolf Freidhof, geboren in Gerlachsheim, † 25. Dezember 1983 in Kassel, Politiker (SPD), MdB, MdL (Hessen)

### 20. Jahrhundert
- 1908, 17. Dezember, Albert Hehn, geboren in Lauda, † 29. Juli 1983 in Hamburg, Schauspieler
- 1909, 24. November, Anton Spies, geboren in Heckfeld, † 19. April 1945 im KZ Dachau, Priester und NS-Opfer, Märtyrer der römisch-katholischen Kirche
- 1917, 14. September, Heinrich Ehrler, geboren in Oberbalbach, † 4. April 1945 über Stendal, hochdekorierter Jagdflieger im Zweiten Weltkrieg
- 1931, 20. August, Hugo Ott, geboren in Königshofen, † 22. Januar 2022 in Merzhausen, Wirtschaftshistoriker
- 1944, 1. Oktober, Jürgen Hehn, geboren in Lauda, Fechter, Mannschaftsweltmeister mit dem Degen 1973
- 1947, 18. September, Thomas Matussek, geboren in Lauda, Diplomat und Botschafter
- 1953, 20. Mai, Roland Gerber, geboren in Gerlachsheim; † 24. Februar 2015 in Tauberbischofsheim, Fußballspieler, als Spieler des 1. FC Köln gewann er 1977 und 1978 den DFB-Pokal sowie in der Saison 1977/78 die deutsche Fußballmeisterschaft
- 1955, 7. März, Ditmar Hilpert, geboren in Oberlauda; Biologe, Volkswirt, sowie Professor für Unternehmensführung und Marketing
- 1955, 26. September, Manfred Döpfner, geboren in Lauda, Hochschullehrer, Diplom-Psychologe, Psychotherapeut und Autor
- 1958, 31. Januar, Klaus Mezger, geboren in Deubach, Geologe, Mineraloge und Geochronologe, Hochschullehrer
- 1964, 14. Januar, Manuela Ruben, geboren in Lauda, Eiskunstläuferin, Vize-Europameisterin 1984
- 1967, 29. Dezember, Thorsten Weidner, geboren in Lauda, Fechter, Mannschaftsolympiasieger mit dem Florett 1992
- 1968, 5. Mai, Peter-Herbert Frank, geboren in Lauda, Generalbundesanwalt beim Bundesgerichtshof
- 1969, 30. März, Gerald Köhler, Game-Designer
- 1969, 29. August, Petra Mott, geboren in Lauda, Schauspielerin
- 1969, 27. November, Steffen Wiesinger, geboren in Lauda, Säbelfechter, Olympiateilnehmer und zweifacher deutscher Meister[7]
- 1972, Karin Linhart, geboren in Lauda, Rechtswissenschaftlerin, Autorin und Hochschullehrerin
- 1979, Tarek Maghary, Sänger der Heavy-Metal-Band Majesty seit ihrer Gründung 1999, Veranstalter des Keep-It-True-Festivals im Stadtteil Königshofen seit 2003.
- 1994, 21. Juni, Wilhelm Herbel, Pro Natural Bodybuilder, Junioren Gesamtsieger 2016 bei der 2. Internationalen deutschen Meisterschaft des GNBF e. V., Sieger im Mittelgewicht 2018 bei der 15. Deutschen Meisterschaft des GNBF e. V.[8][9]

## Sonstige mit Lauda-Königshofen in Verbindung stehende Personen

### 19. Jahrhundert
- Oberamtmänner des Bezirksamts Gerlachsheim (1813 bis 1864).

### 20. Jahrhundert
- Während der NS-Zeit ermordete Einwohner (1933–1945): Die während der Zeit des Nationalsozialismus von 1933 bis 1945 ermordeten Einwohner von Lauda-Königshofen werden in den Artikeln der jüdischen Gemeinden Königshofen und Messelhausen erwähnt.
- Raimund Holler (* 6. Juli 1936 in Dittwar; 3. Dezember 2020 in Oberlauda), über 50 Jahre als Funktionär, Schiedsrichter und Vorsitzender verschiedener Vereine und Gremien tätig; Träger zahlreicher Auszeichnungen auf kommunaler Ebene (u. a. Bürgermedaille der Stadt Lauda-Königshofen, Ehrenvorsitzender mehrerer Vereine), Landesebene (u. a. Ehrennadel des Landes Baden-Württemberg, Goldene Ehrennadel und Ehrenmedaille des Badischen Chorverbands, Ehrennadel in Gold, Verbandsehrung in Gold und Ehrenplakette in Gold der Badischen Schiedsrichtervereinigung) und Bundesebene (u. a. drei Goldene Ehrennadeln des Deutschen Chorverbands, Ehrennadel in Gold und Ehrenmitglied der Schiedsrichtervereinigung, Verdienstnadel des DFB).[10][11]
- Carlheinz Gräter (* 4. August 1937 in Bad Mergentheim), Journalist, Schriftsteller und Autor von Schriften zur fränkischen und hohenlohischen Landeskunde. lebte in Lauda.
- 1961, Ulrich Hefner, Polizeibeamter, Journalist und Krimiautor, lebt in Lauda-Königshofen
- Gunther Wobser (* 1970 in Stuttgart), Unternehmer, Autor und Dozent. Gunter Wobser führt das Unternehmen Lauda Dr. R. Wobser in dritter Generation.
- Peter Proff (* 1971 in Würzburg), Kieferorthopäde und Hochschullehrer
- 1984, 11. Juli, Martin Lanig, aufgewachsen in Königshofen, Fußballspieler, zuletzt beim Bundesligisten Eintracht Frankfurt unter Vertrag
- 1995, 28. Juli,  Max Ugrai, aufgewachsen in Heckfeld, Profi-Basketballspieler bei Ratiopharm Ulm in der Basketball-Bundesliga, Junioren-Nationalspieler in der U16, U18 und U20[12][13]